# Ajem-Tyrkisk
Ajem-Tyrkisk ("Persisk Tyrkisk") er en term man bruger til at referere til et tyrkisk sprog som blev brugt i Iran mellem det 15. og 18. århundrede. Det moderne aserbajdsjanske sprog stammer fra dette sprog.

## Yderligere læsning
- Johanson, Lars (2020). "Restricted Access Isfahan – Moscow – Uppsala. On Some Middle Azeri Manuscripts and the Stations Along Their Journey to Uppsala".  I Csató, Éva Á.; Gren-Eklund, Gunilla; Johanson, Lars; Karakoç, Birsel (red.). Turcologica Upsaliensia: An Illustrated Collection of Essays. Brill. s. 167-179. ISBN 978-9004435704.